# Ödleförbundet

Związek Jaszczurczy (Ödleförbundets) märke.

Militärorganisationen Ödleförbundet (polska: Organizacja Wojskowa Związek Jaszczurczy, OW-ZJ) var en polsk nationalistisk motståndsrörelse under andra världskriget. OW-ZJ bildades 1939 av medlemmar i det högerradikala, antisemitiska och fascism-inspirerade partiet National-radikala lägret. Organisationen erkände inte den polska exilregeringen och ville inte ingå i eller samarbeta med Armia Krajowa. 1942, då OW-ZJ hade omkring 10 000 medlemmar, gick organisationen samman med Nationella militära organisationen och bildade Nationella stridskrafterna (NSZ).

## Mål
Att många av Ödleförbundets medlemmar haft en bakgrund i mellankrigstidens nationalistiska rörelse speglade i förbundets målsättningar. Förbundets primära mål var att befria Polen från de tyska och sovjetiska ockupationsmakterna, men i det befriade Polen menade man även att de områden som införlivats med Sovjetunionen (dvs. de västra delarna av vad som idag är Vitryssland och Ukraina) skulle ingå. Polens västgräns skulle gå vid Oder och Neisse (dvs. som idag) och Ostpreussen skulle anslutas till Polen. Den folktyska befolkningen i Polen skulle utvisas och landet skulle byggas upp som en nationell och katolsk stat. Slutligen skulle man ägna sig åt kommunismens nedkämpande.